# アリシェル・トゥイチェフ
アリシェル・トゥイチェフ（ウズベク語: Alisher Tuychiev、タジク語: Алишер Тӯйчиев、1976年3月3日 - ）は、タジキスタン出身のウズベク人元サッカー選手。元タジキスタン代表。現役時代のポジションはGK。